# 北灘町粟田
北灘町粟田（きたなだちょうあわた）は、徳島県鳴門市の大字。郵便番号は771-0372。

## 地理
鳴門市の北部に位置。東は北灘町櫛木に接し、西は北灘町大浦に接し、北は瀬戸内海に面する。ほとんど農業・漁業地帯。東・西・南の三方を山に囲まれ、粟田川がほぼ北流し、その流域には平地があり、集落がある。
海岸に沿って国道11号が走り、沿道には集落が広がる。北部には粟田漁港・鳴門市北灘東小学校などがある。中央部には長寿寺・葛城神社などがあり、葛城神社の「ねり」は市文化財。

### 地形
- 山：天円山
- 川：粟田川

### 小字
| - 池谷 - 大岸 - 助ノ谷 | - 西傍示 - ハシカ谷 - 東傍示 | - 湊 - 山田 - 山神 |  |

## 歴史
江戸期から明治22年にかけては板東郡および板野郡の村であった。寛文4年より板野郡に属す。明治22年に同郡北灘村の大字となった。昭和31年9月より現在の鳴門市の字名となる。

## 世帯数と人口
2022年（令和4年）7月31日現在の世帯数と人口は以下の通りである。
| 町丁       | 世帯数  | 人口  |
| ---------- | ------- | ----- |
| 北灘町粟田 | 191世帯 | 359人 |

## 小・中学校の学区
市立小・中学校に通う場合、学区は以下の通りとなる。
| 番地 | 小学校               | 中学校             |
| ---- | -------------------- | ------------------ |
| 全域 | 鳴門市立北灘東小学校 | 鳴門市立瀬戸中学校 |

## 施設
- 鳴門市北灘東小学校
- 長寿寺
- 葛城神社

## 交通

### 道路
国道
- 国道11号

都道府県道
- 徳島県道42号瀬戸撫養線
- 徳島県道183号亀浦港櫛木線
- 徳島県道228号大谷櫛木線

### 路線バス
徳島バス
- 粟田葛城口